# إتي (فوكيس)
إتي (Ιτέα) هي مدينة في فوكيس في مقاطعة كينتريكي إلادا في اليونان.
يبلغ عدد سكانها حوالي 3379 نسمة.